# Beelzebufo
 Beelzebufo ampinga  (= „gepanzerte Teufelskröte“, von Beelzebub = Teufel, Bufo (lateinisch) = Kröte, ampinga (malagasy) = Schild) ist ein ausgestorbener Frosch, der in der Oberkreide vor etwa 65 bis 70 Millionen Jahren auf Madagaskar lebte.

## Fossilbeschreibung
1993 wurden zum ersten Mal Überreste des Frosches entdeckt. Insgesamt wurden in der Maevarano-Formation auf Madagaskar an 26 Fundstellen in einem Umkreis von 1,8 Kilometern mehr als 60 Einzelknochen gefunden, darunter Schädelfragmente sowie fast alle Teile des postkranialen Skeletts. Der robuste, stark verknöcherte Schädel von Beelzebufo war 20 Zentimeter breit und breiter als lang. Die Verbindung zwischen Oberkiefer und Schädel war besonders stabil. Das Tier erreichte eine Länge von mehr als 40 Zentimetern; damit war er größer als der längste rezente Froschlurch, der afrikanische Goliathfrosch (Conraua goliath).

## Systematik
Beelzebufo ähnelt in seiner Morphologie den heutigen südamerikanischen Hornfröschen (Ceratophrys). Es wird als ihr Schwestertaxon zusammen mit diesen in die Unterfamilie Ceratophryinae gestellt. Seine Lebensweise ähnelte vermutlich ebenfalls der seiner heutigen Verwandten; demnach lebte Beelzebufo terrestrisch; wahrscheinlich haben sich die Tiere auch eingegraben. Die starken Kiefer und die scharfen Zähne lassen rückschließen, dass Beelzebufo auch kleine Wirbeltiere gefressen hat. Seine Beißkraft von bis zu 2200 Newton entsprach der von heutigen Wölfen oder weiblichen Tigern.

## Namensgebung

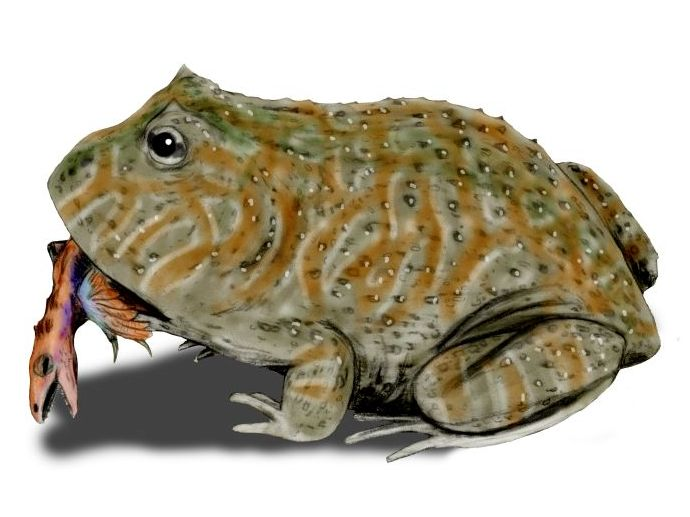
Lebensbild von Beelzebufo mit erbeutetem kleinen Dinosaurier

Der wissenschaftliche Name Beelzebufo setzt sich zusammen aus der hebräischen Bezeichnung „Beelzebub“ für Teufel und dem lateinischen Namen „Bufo“ für Kröte. Damit soll auf die besondere Größe und Erscheinung des Amphibs verwiesen werden. Das Artepitheton ampigna bedeutet auf Malagasy „Schild“ und bezieht sich auf den verknöcherten Schädel des Tieres sowie den madegassischen Fundort.

## Bedeutung des Fossilfundes
Heute sind die Madagaskarfrösche (Mantellidae), Engmaulfrösche (Microhylidae) und Riedfrösche (Hyperoliidae) die einzigen Froschlurche auf Madagaskar. Es gibt dort keine Hornfroschverwandten mehr, die bis zu diesem Fund nur aus Südamerika bekannt waren. Die Entdeckung von Beelzebufo ist ein Hinweis, dass in der Kreidezeit eine Landverbindung zwischen Südamerika über die Antarktis nach Südafrika bzw. Madagaskar existiert haben könnte.

## Quelle
- Susan E. Evans, Marc E. H. Jones, David W. Krause: A giant frog with South American affinities from the Late Cretaceous of Madagascar. In: Proc. Natl. Acad. Sci. USA. doi:10.1073/pnas.0707599105 (Abstract)

## Weiterführende Literatur
- S. Evans, J. Groenke, M. Jones, A. Turner, D. Krause: New Material of Beelzebufo, a Hyperossified Frog (Amphibia: Anura) from the Late Cretaceous of Madagascar. In: PLOS ONE. 2014. doi:10.1371/journal.pone.0087236. PMID 24489877.